# Colin Egglesfield
Colin Egglesfield est un acteur américain, né le 9 février 1973 à Farmington Hills dans le Michigan. Il est surtout connu pour son rôle d’August "Auggie" Kirkpatrick dans Melrose Place : Nouvelle Génération.

## Biographie
Colin Egglesfield est né à Farmington Hills dans le Michigan. Il est le deuxième enfant de Kathleen Dineen et William Egglesfield, un médecin. Sa mère est irlandaise.
Il a deux frères et sœurs : une sœur aînée, Kerry, et un jeune frère, Sean. Il a grandi dans une famille catholique.
Il a étudié à l'Université de l'Iowa.
Pour gagner de l'argent afin de pouvoir aller à l'école de médecine, il se tourne vers la modélisation. Il a gagné un concours et peu de temps après il quitte la médecine pour une carrière de mannequin.
Il a signé avec l'agence Béatrice Model de Milan en Italie et DNA Model Management de New York. Il a été top-model pour Versace, Calvin Klein et Giorgio Armani avant de devenir acteur.

## Carrière
Après avoir pris des cours de théâtre, il est invité à la télévision dans des séries populaires telles que New York, unité spéciale, The Street, Gilmore Girls, Charmed et Nip/Tuck. Le 20 septembre 2005, il a fait ses débuts dans le feuilleton télévisé La Force du Destin reprenant le rôle de Josh Madden, qui était joué par son éphémère prédécesseur Kinworthy Scott.
En 2009, il quitte le feuilleton populaire, pour jouer le rôle d'Auggie Kirkpatrick dans la série Melrose Place : Nouvelle Génération. Malheureusement, il est viré après avoir joué dans dix épisodes, car le passé d’alcoolique de son personnage ne plaisait pas au public.
Il possède et dirige sa propre entreprise de vêtements à New York Shout Out Vêtements! dont il se sert principalement comme un moyen pour promouvoir et soutenir les initiatives éducatives.
En 2011, il intègre la série Rizzoli & Isles et il joue Tommy Rizzoli, le frère de l'une des deux héroïnes, Jane Rizzoli incarnée par Angie Harmon. En 2012, il joue le rôle d'Evan Parks dans la série The Client List aux côtés de Jennifer Love Hewitt.
En 2021, il porte ensuite le téléfilm de Noël A Christmas Witness de Melissa Kosar aux côtés d'Arielle Kebbel.

## Filmographie

### Cinéma

#### Longs métrages
- 2003 : S.W.A.T. unité d'élite (S.W.A.T.) de Clark Johnson : L’agent de LAPD
- 2005 : La Main au collier (Must Love Dogs) de Gary David Goldberg : David
- 2005 : Vampires 3 : La Dernière Éclipse du soleil (Vampires : The Turning) de Marty Weiss : Connor
- 2006 : Beautiful Dreamer de Terri Farley-Teruel : Joe / Thomas 'Tommy' Warner
- 2009 : Le Fiancé idéal (The Good Guy) de Julio DePietro : Baker
- 2011 : Duo à trois (Something Borrowed) de Luke Greenfield : Dex Thaler
- 2011 : Trois colocs et un bébé (Life Happens) de Kat Coiro : Ivan
- 2013 : Open Road de Márcio Garcia : David
- 2013 : A Stranger in Paradise de Corrado Boccia : Josh
- 2015 : Vice de Brian A. Miller : Reiner
- 2015 : Bachelors de Brian A. Miller et Kenny Young : Aaron
- 2016 : Bad Moms de Jon Lucas et Scott Moore : L’astronaute
- 2016 : Un monde entre nous (The Space Between Us) de Peter Chelsom : Le frère de Sarah
- 2018 : Représailles (Reprisal) de Brian A. Miller : L’agent du FBI
- 2018 : Backtrace de Brian A. Miller : Détective Carter
- 2018 : The Row de Matty Beckerman : Villiers
- 2018 : The Middle of X de Peter Skillman Odiorne : Mack Prescott
- 2018 : Love by Drowning de Justin Kreinbrink : Val Martin
- 2019 : 100 Days to Live de Ravin Gandhi : Gabriel Weeks

#### Courts métrages
- 2010 : The Au Pairs de Benjamin Scott : Jake
- 2011 : Just a Little Heart Attack d'Elizabeth Banks : L'époux
- 2018 : Magnetic Plasma for mass(es) Enlightenment de Drew Fuller : Rush

### Télévision

#### Séries télévisées
- 2000 : The Street : Un artiste
- 2001 : New York, unité spéciale (Law and Order : Special Victims Unit) : Steven
- 2004 : Gilmore Girls : Sean
- 2004 : Nip/Tuck : Mr Rourk
- 2005 : Charmed : Tim Cross
- 2005 - 2009 : La Force du destin (All My Children) : Josh Madden
- 2009 - 2010 : Melrose Place : Nouvelle Génération (Melrose Place) : August "Auggie" Kirkpatrick
- 2010 : Brothers and Sisters : William Walker jeune
- 2010 : Hawaii 5-0 (Hawaii Five-0) : Jordan Townsend
- 2011 - 2016 : Rizzoli and Isles : Tommy Rizzoli
- 2012 - 2013 : The Client List : Evan Parks
- 2014 : Unforgettable : Sewell
- 2014 : Drop Dead Diva : Charlie French
- 2014 : Bad Teacher : Jason
- 2014 : Unforgettable : Agent Charles Sewell
- 2015 : Chasing Life : Dr Alex Barratt
- 2016 - 2018 : Lucifer : Brad Wheeler
- 2018 : Unreal : George
- 2018 : Puckheads : Paul Brooks
- 2018 - 2019 : Chicago Fire : Gordon Mayfield

#### Téléfilms
- 2002 : Lost in Oz de Mick Garris : Caleb Jansen
- 2004 : Panique à New Jersey (12 Days of Terror) de Jack Sholder : Alex
- 2011 : Coupable innocence (Carnal Innocence) de Peter Markle : Tucker Longstreet
- 2015 : L'Affaire Bersford-Redman (Murder in Mexico : The Bruce Beresford-Redman Story) de Mark Gantt : Bruce Beresford
- 2015 : Mon futur ex et moi (Autumn Dreams) de Neil Fearlney : Ben Lawson
- 2018 : In the Blink of an Eye d’Emilio Ferrari : David
- 2021 : A Christmas Witness de Melissa Kosar : Dean Cupo
- 2023: Une rose pour sa tombe de Maritte Lee Go : Randy Roth